# Vorderdenkental
Vorderdenkental ist ein Ortsteil der Gemeinde Westerstetten im Alb-Donau-Kreis in Baden-Württemberg. Der Weiler liegt circa eineinhalb Kilometer südlich von Westerstetten und ist über die Kreisstraße 7321 zu erreichen.

## Geschichte
Der Ort kam teils mit Westerstetten, teils später durch Tausch und Kauf an das Kloster Elchingen. Im Mittelalter hatte Vorderdenkental eine eigene Schule und eine Kapelle. 